# Триумфальная площадь

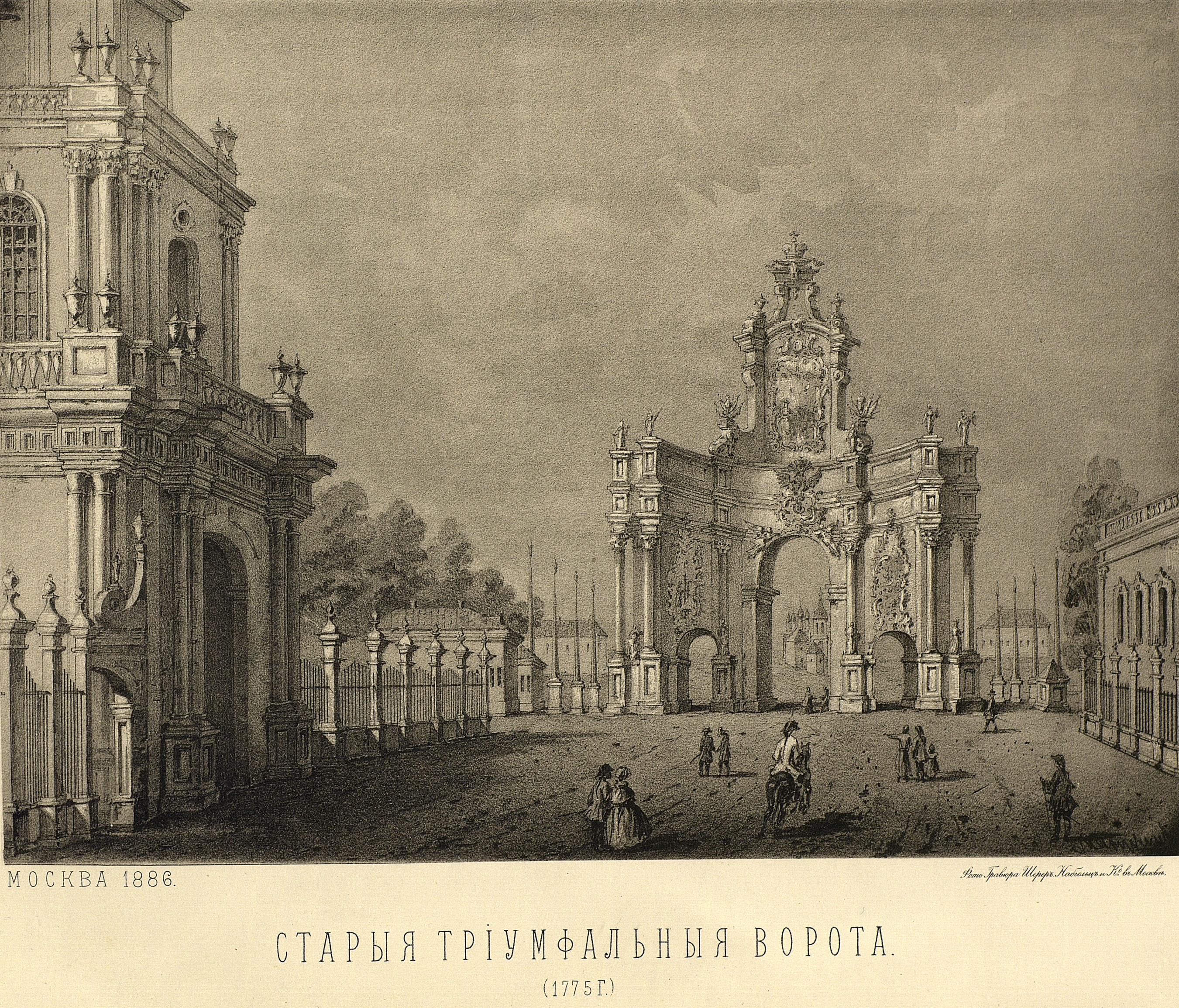
Триумфальные ворота Екатерины II на Триумфальной пл.(со стороны Тверской заставы), с гравюры 1775 г.

Триумфа́льная пло́щадь (в 1935—1992 годах — пло́щадь Маяко́вского, в просторечии — Маяко́вка) — площадь в Тверском районе Центрального административного округа Москвы на Садовом кольце между Большой Садовой, 1-й и 2-й Брестскими, 1-й Тверской Ямской улицей, Оружейным переулком, Садовой-Триумфальной и Тверской улицами.
На Триумфальной площади останавливаются автобусы м1, н1, н12, е30.

## История

### Тверские ворота Земляного города
Район площади до конца XVI века представлял собой поля, по которым шла Тверская дорога (на Тверь и далее на Новгород). При Фёдоре Иоанновиче (в 1592—1593 годах) были построены стены Земляного города, Тверские ворота которого находились на месте площади. С внешней стороны стены была устроена Тверская-Ямская слобода, то есть слобода ямщиков, обслуживавших Тверскую дорогу; с внутренней жили воротники — сторожа ворот Кремля, Китай-города и Белого города. В XVII веке часть дворов к западу от Тверской улицы была вытеснена стрельцами, а после ликвидации стрельцов в конце того же века перешла в руки, главным образом, купцов.

### Триумфальные арки
Через Тверские ворота торжественно въезжали в Москву иностранные послы (ехавшие через Новгород), а после постройки Петербурга — цари и царицы, возвращавшиеся в старую столицу из новой. Это последнее обстоятельство и послужило тому, что в XVIII веке въезд у Тверских ворот стали украшать деревянными триумфальными арками.
Первая арка была построена 1722 году на средства Марии Строгановой во время торжеств по случаю Ништадтского мира со Швецией, для торжественного въезда Петра I. Поставленные «врата Триумфальные» были увенчаны «фамой», то есть фигурой Славы. Арка, видимо, служила и для торжественных въездов Петра II и Анны Иоанновны, однако сгорела во время пожара 1737 года. Для въезда на коронацию Елизаветы Петровны была поставлена новая арка (1742), сгоревшая однако в 1757 году. В 1762 году была поставлена арка для въезда на коронацию Екатерины II, сгоревшая в 1773 году. В 1775 году были построены триумфальные ворота для въезда П. А. Румянцева-Задунайского в честь победы над турками. Однако Румянцев отказался от этой почести, и через ворота проехала сама Екатерина, направившись к Ходынскому полю, где и были устроены торжества. В 1797 году были поставлены триумфальные ворота для въезда на коронацию Павла I; они были спустя несколько лет снесены, и более на этом месте триумфальных ворот не ставили. Триумфальные ворота в честь победы над Наполеоном поставили уже дальше, у Тверской заставы.

### Образование Триумфальной площади
В связи с постройкой триумфальной арки было снесено несколько дворов ямщиков, и образовалась небольшая площадь. В конце 1780-х годов по распоряжению генерал-губернатора Якова Брюса на ней был устроен рынок; впрочем, площадь тогда была почти застроена. К 1800 годам к воротам ещё подходил земляной вал, который со стороны нынешней Садовой улицы оканчивался у Тверской дороги каменной полицейской будкой; вдоль вала по его внешней стороне шёл «проезд с Тверской в Кудрино»; к западу от ворот стоял двор с каменными зданиями купчихи Тройлиной, ещё западнее — 5 деревянных домов казённых бань. К востоку от ворот находился казённый питейный дом, а рядом с ним, к северу — деревянные «мушные лавки» (для продажи муки).
В 1805 году вал был срыт, ров засыпан, и после этого площадь установилась в современных границах. С её восточной стороны, поперек Садового кольца, была выстроена двухэтажная каменная гостиница для приезжих; постепенно площадь застраивается каменными домами. На площади по-прежнему находился рынок. На месте нынешнего сада «Аквариум» долгое время сохранялись огороды и пруд Новодевичьего монастыря, некогда примыкавшие к стене Земляного города.

### Триумфальная площадь в начале XX в.

Фотография 1929 г. Слева театр Омона, за ним купол цирка Никитиных

В 1900 году старый трехэтажный дом с южной стороны площади (угол Тверской, на месте нынешнего Концертного зала им. Чайковского) приобрел «король антрепризы» француз из Алжира Шарль Омон (именовавшийся также Михаил Григорьевич Омон; подлинная фамилия Саломон), арендовавший соседний сад «Аквариум». Омон кардинально перестроил дом, переведя туда свой пользовавшийся скандальной славой (его называли «вертеп Омона») театр «Буфф-миниатюр», ранее располагавшийся в доме Лианозова в Камергерском переулке (в помещении, которое после него занял МХАТ). У публики театр был широко известен как «театр Омон». Здание нового театра Омона выстроил в 1902 году архитектор Модест Дурнов. Дурнов собирался облицевать фасад бело-синим фарфором, а вход сделать в виде пасти дракона, поглощающего поток публики; однако первая идея не была исполнена из-за недостатка средств, а вторая — из-за запрета городского головы Москвы князя В. М. Голицына, который счел идею безнравственной. Оригинальная постройка Дурнова вызвала разноречивые мнения: восторг широкой публики и резкое неприятие эстетов. В газетах писали: «В настоящее время вся Москва приходит в восторг от нового театра. К сожалению, это новое произведение искусства не только незаслуженно возбуждает восторги москвичей, но своей пошлостью вызывает гадливое чувство во всяком мало-мальски художественно развитом человеке». Брюсов считал здание театра «очень плохим» и «банально-декадентским». В театре был зрительный зал на 1009 мест и 24 ложи, причем ложа стоила 200 рублей. Характеристику же репертуара Омона тогдашняя пресса давала так: «г. Омон … насадил в Москве роскошные злаки кафешантана и француженок, стоящих на сцене вверх ногами и в этих прекрасных позах распевающих игривые шансонетки».
В 1907 году Омон разорился и бежал из России. Театр «Буфф» продолжал давать представления, и в 1912 году его владельцем стал И. С. Зон, по профессии содержатель буфета; он перестроил здание, переименовал его в «театр Зон» и сделал репертуар менее скандальным и привлекательным для «хорошего общества»

Вид на дом Ханжонкова. лето 1934 или 1935 г.

Дом Ханжонкова и бывший торговый дом и обувной магазин бр. Видоновых (трест Москож). 1927 г.

За театром Омон находился цирк братьев Никитиных (известнейшие цирковые предприниматели той эпохи Петр, Аким и Дмитрий Никитины). Ныне это здание, сильно перестроенное (от старого здания видно лишь купол), принадлежит Московскому театру сатиры. Здание было построено в 1911 году по проекту Б. М. Нилуса и А. М. Гуржиенко. Цирк был отделан по последнему слову техники: он имел вращающийся и опускающийся манеж, устройство для водяных пантомим.
Вслед за цирком находился сад «Аквариум», роскошно перестроенный тем же Омоном. История сада следующая: в 1867 году на месте огородов Новодевичьего монастыря Акционерное общество снабжения железных дорог принадлежностями построило кузницу, мастерские и т. д. В 1878 году это превратилось в цеха механических заводов братьев Малкиель. Однако в 1891 году братья Малкиель сочли более выгодным отдать территорию под постоянную универсальную выставку, а в 1893-м открыли увеселительный сад под названием «Чикаго». Сад в 1898 году арендовал Омон, который перестроил его и дал новое название по образцу петербургского сада «Аквариум».
Чрез дорогу от цирка Никитиных, в западной части площади, в доме купца Гладышева, построенном в 1860 году (не сохранился), с 1910 года находился театр-варьете «Альказар», директором которого был сам Алексей Гладышев (с 1927 г. Театр Сатиры, затем в здании располагались Театр эстрады и театр «Современник»).

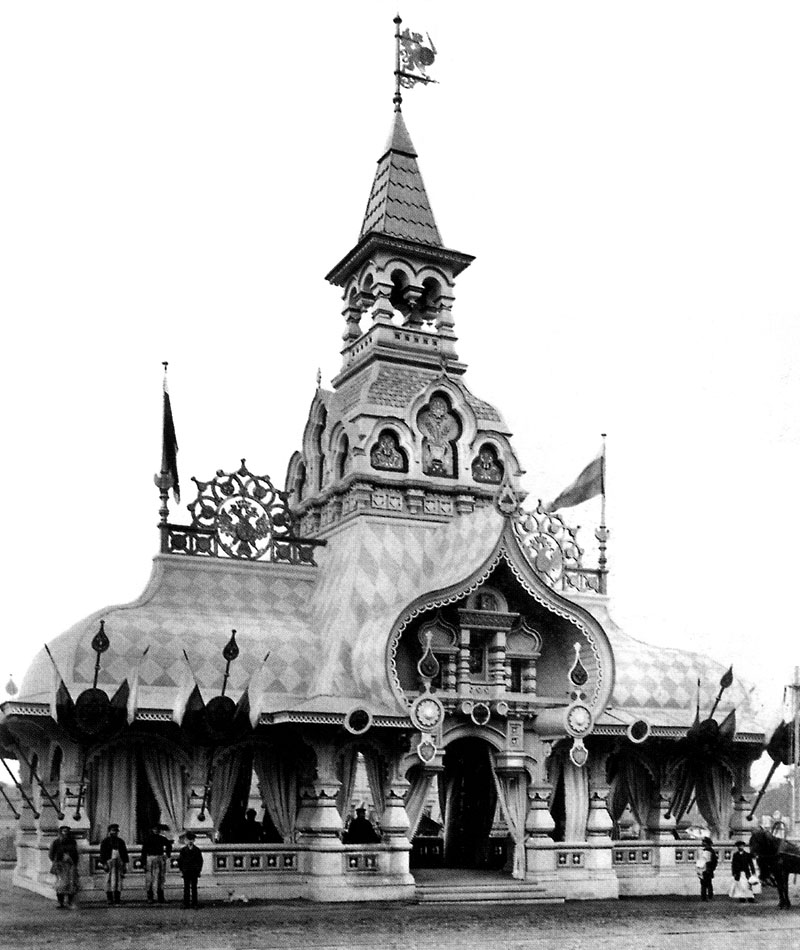
Коронационный павильон Николая II

По северной стороне площади Александр Ханжонков купил одно из зданий, которое в 1913 году перестроил в кинофабрику и «электротеатр», то есть кинотеатр (архитектор Александр Фольбаум), последовательно носивший названия «Пегас», «Русь», «Горн», «Межрабпом» и «Москва». Рядом с домом Ханжонкова находился большой дом с куполом в стиле «модерн» (архитектор Адольф Эрихсон, 1904) в котором помещался Торговый дом и обувной магазин братьев М., С. и И. Видоновых (в 1920-е годы — трест Москож Кожсиндиката).
В XIX веке посреди площади была устроена водоразборная будка, которую в 1902 году дума попыталась убрать и заменить «вазой с цветами», что вызвало возмущение общественности. В конечном итоге, будка была заменена трамвайной станцией, вокруг которой в 1910 году был разбит сквер (ранее на этом месте был рынок).
К коронации Николая II в 1896 году на площади был установлен красивый деревянный павильон, перенесённый затем в Сокольники.
Театры «Аквариума» (ныне им. Моссовета) и Омон осенью 1905 года были центрами митингов, и разгон полицией митинга в «Аквариуме» вечером 8 декабря послужил одним из поводов для вспышки Декабрьского восстания. При этом Триумфальная площадь была в числе первых мест, где 9 декабря были построены баррикады.

### Советское и постсоветское время
В течение 1920 года площадь носила имя М. П. Янышева (1884—1920) — председателя Московского революционного трибунала.
17 декабря 1935 года площадь получила имя В. В. Маяковского.

Триумфальная площадь в 1936 году (после вырубки сквера и деревьев по Садовому кольцу). Видны здания Театра Сатиры (бывш. театр «Альказар») и 1-го Мюзик-холла (бывш. цирк Никитиных), сбоку от него в лесах — угол театра Мейерхольда

В 1930-х годах сквер был вырублен, площадь полностью заасфальтирована. На южной стороне площади были построены многоэтажный жилой дом со станцией метро «Маяковская» и концертным залом им. Чайковского. Концертный зал был построен на месте прежнего театра Омона, после революции переданного Мейерхольду; Мейерхольд начал перестраивать здание в 1937 году, но в связи с его арестом перестройка была остановлена, затем вновь возобновлена по проекту Д. Н. Чечулина и К. К. Орлова, которые и построили зал Чайковского в 1940 году (частично использовав стены, построенные Мейерхольдом). Ещё в недостроенном здании в 1938 году была открыта станция метро «Маяковская». На месте кинотеатра Ханжонкова в 1956 году было построено многоэтажное здание, принадлежавшее Совету министров СССР и частично включившее в себя старое здание кинотеатра. В 1955 году по проекту Д. Чечулина была построена гостиница «Пекин», ставшая архитектурной доминантой площади; её название напоминает о советско-китайской «дружбе навек», закончившейся через несколько лет после постройки гостиницы.
На северо-восточном углу площади, на месте нового выхода из станции метро «Маяковская», в период с 1937 по 1970 годы находился Государственный театр кукол (ранее там помещались кинематограф «Театр» и «Реалистический театр Охлопкова»). В здании бывшего цирка Никитиных (последний, после революции преобразованный во 2-й Госцирк, быстро закрылся из-за отсутствия корма для животных) с 1926 года располагался Московский мюзик-холл, преобразованный в Театр Оперетты; в 1965 году в здание был переведён Театр сатиры, а здание перестроено до неузнаваемости (хотя купол по новому проекту был сохранён).
Если к этому добавить располагавшийся через дорогу от цирка Никитиных Театр Сатиры — Театр Эстрады — театр «Современник» в доме Гладышева, а также Концертный зал им. Чайковского и расположенный за садом «Аквариум» театр имени Моссовета, станет ясно, почему Триумфальную площадь называли «второй Театральной площадью».
В 1958 году в центре площади был установлен памятник В. В. Маяковскому работы А. П. Кибальникова, у которого немедленно стали устраиваться поэтические чтения.
В июне 1960 года под площадью проложен первый транспортный туннель на трассе Садового кольца. Общая ширина тоннеля 25.5 метров, состоит из двух проездов по 10.5 метров, двух служебных тротуаров по 0.75 м и разделяющей проезды конструктивной стенки 3 м.
В 1974 году снесено здание театра «Современник» (бывший «Альказар»).

Театр Омона
Цирк Никитиных
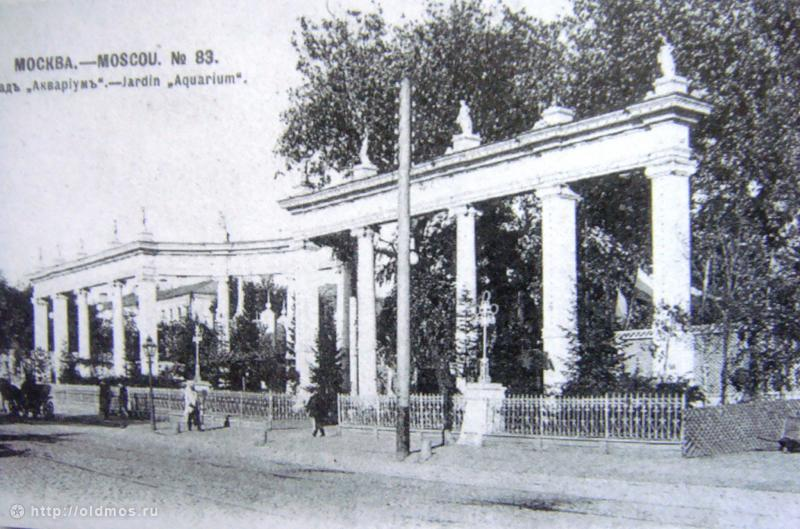
Вход в сад «Аквариум»
«Дом Ханжонкова» с кинотеатром «Межрабпом» в 1920-е гг.

С 2009 года на площади каждое 31-е число стали проводиться демонстрации в защиту 31-й статьи Конституции России (о свободе собраний).
В августе 2010 года доступ на площадь был закрыт. Официальная версия — реконструкция площади и строительство многоуровневой подземной автостоянки на 1 тыс. машино-мест.
Основные раскопки шли в 2011 году, в 2012 году они были закончены. По словам представителя Мосгорнаследия, археологи нашли останки дома купца Гладышева, а также казарму ямщиков Ямской слободы XVII века. В первом случае добычей археологов стали «томатные банки и бутылки весёлого злачного места», во втором — подковы, монеты, чесала для лошадей, предметы упряжи и косторезные инструменты.
В конце апреля 2013 года Триумфальная площадь была полностью открыта. Работы по благоустройству на территории площади были завершены к 1 мая 2013 года.
В том же году было принято решение о благоустройстве площади. Опубликованный проект вызвал критику общественности, поэтому был отменён. Был объявлен архитектурный конкурс, в ходе которого было отобрано около 40 работ, на котором победило архитектурное бюро buromoscow в ходе голосования в 2014 году на проекте «Активный гражданин». Проект был реализован летом 2015 года.

Благоустройство площади летом 2015 года
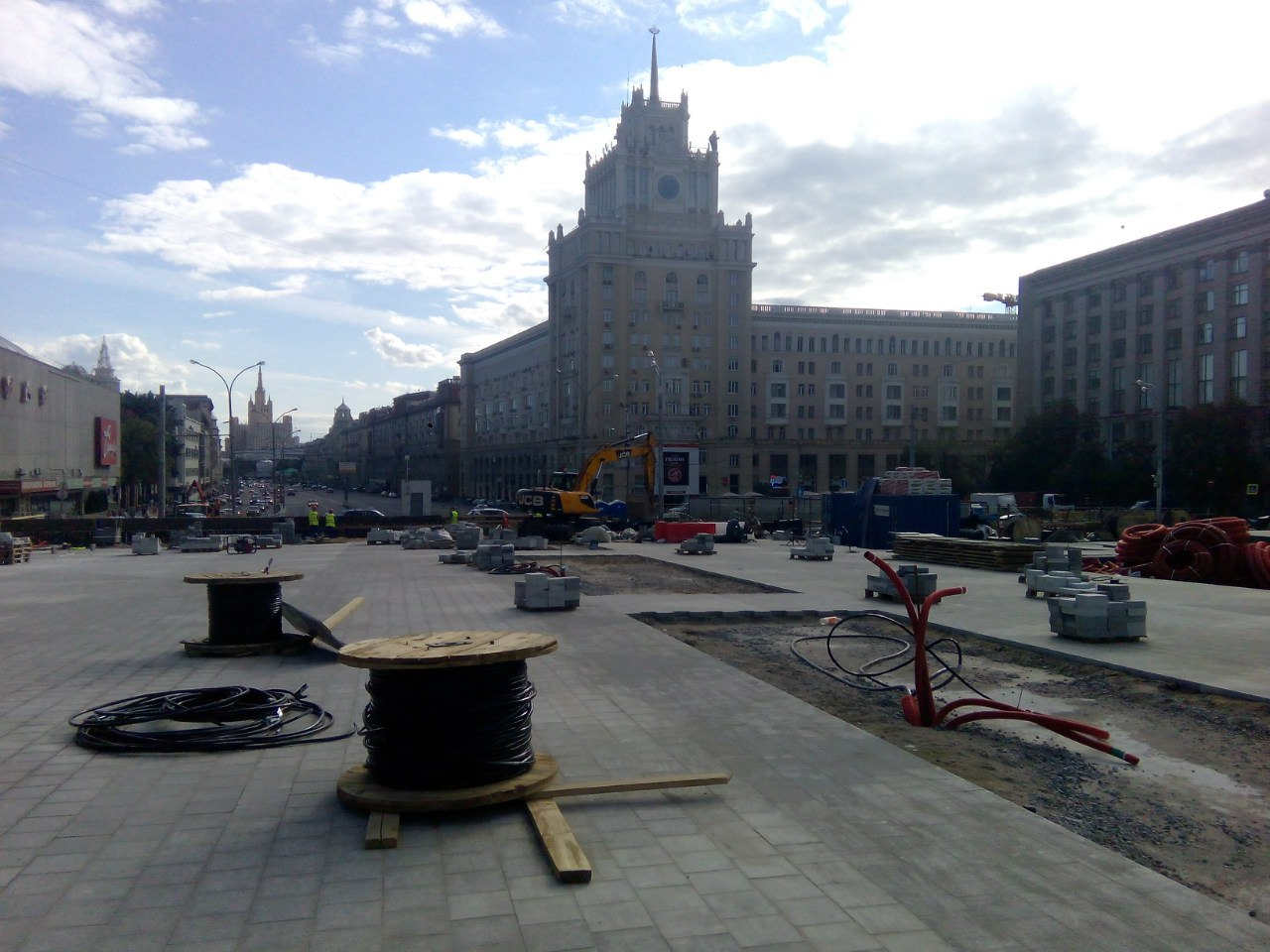
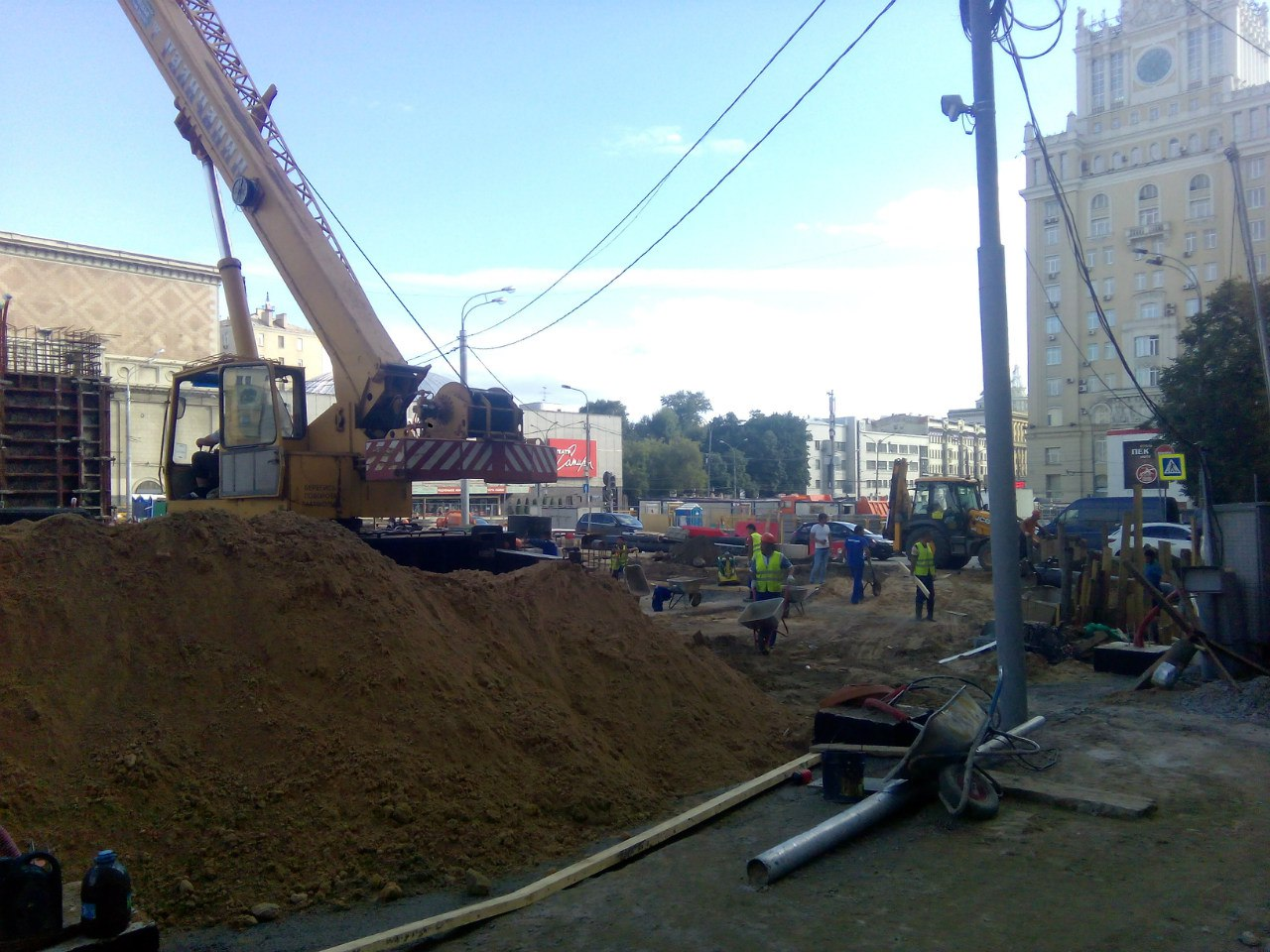
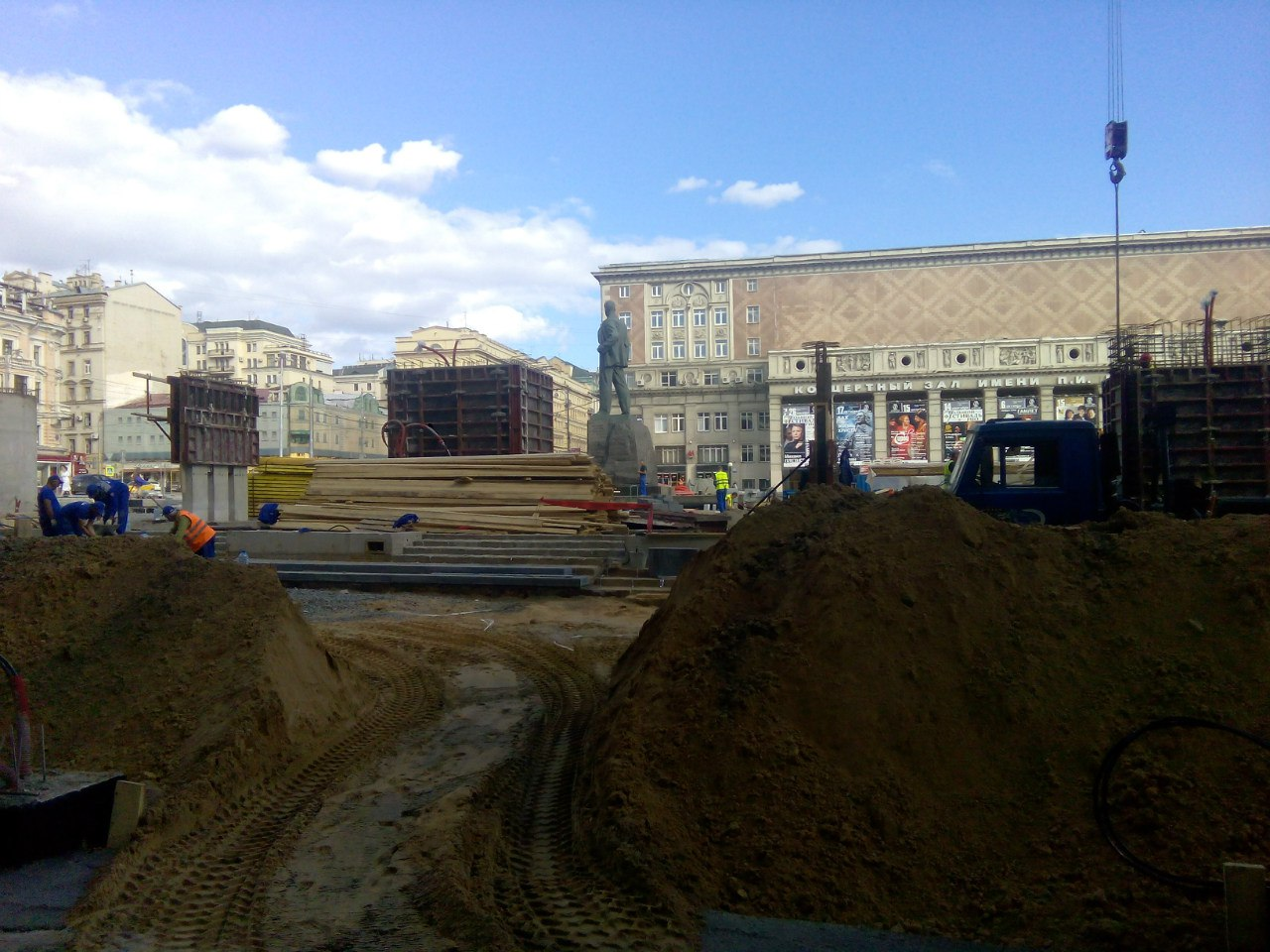

## Триумфальная площадь в произведениях М. А. Булгакова
Триумфальная площадь нашла отражение в творчестве М. А. Булгакова, который вторую половину своей жизни жил рядом с ней.
Мюзик-холл в цирке Никитиных, по всей видимости, был описан в романе «Мастер и Маргарита» под видом театра «Варьете». В частности, в описании Булгаковым внутренностей театра угадываются признаки перестроенного цирка: «голубой занавес пошёл с двух сторон и закрыл велосипедистов, зелёные огни с надписью „выход“ у дверей погасли, и в паутине трапеций под куполом, как солнце, зажглись белые шары». Есть и указание на местоположение театра между Садовой и увеселительным садом: «Большой кабинет на втором этаже театра двумя окнами выходил на Садовую, а одним… в летний сад варьете, где помещались прохладительные буфеты, тир и открытая эстрада».
Яркая картина Триумфальной площади в воображаемом 1928 году (будущем по отношению к моменту написания повести) содержится в повести «Роковые яйца»:

Театр покойного Всеволода Мейерхольда, погибшего, как известно, в 1927 году при постановке пушкинского «Бориса Годунова», когда обрушились трапеции с голыми боярами, выбросил движущуюся разных цветов электрическую вывеску, возвещавшую пьесу писателя Эрендорга «Курий дох» в постановке ученика Мейерхольда, заслуженного режиссёра республики Кухтермана. Рядом, в Аквариуме, переливаясь рекламными огнями и блестя полуобнажённым женским телом, в зелени эстрады, под гром аплодисментов, шло обозрение писателя Ленивцева «Курицыны дети». А по Тверской, с фонариками по бокам морд, шли вереницею цирковые ослики, несли на себе сияющие плакаты: «В театре Корш возобновляется „Шантеклэр“ Ростана».

Мальчишки-газетчики рычали и выли между колёс моторов:

— Кошмарная находка в подземелье! Польша готовится к кошмарной войне!!.

Кошмарные опыты профессора Персикова!!

В цирке бывшего Никитина, на приятно пахнущей навозом коричневой жирной арене мертвенно-бледный клоун Бом говорил распухшему в клетчатой водянке Биму:

— Я знаю, отчего ты такой печальный!

— Отциво? — пискливо спрашивал Бим.

— Ты зарыл яйца в землю, а милиция 15-го участка их нашла.

— Га-га-га-га, — смеялся цирк так, что в жилах стыла радостно и тоскливо кровь и под стареньким куполом веяли трапеции и паутина.

— А-ап! — пронзительно кричали клоуны, и кормленая белая лошадь выносила на себе чудной красоты женщину, на стройных ногах, в малиновом трико— М. Булгаков. «Роковые яйца»

## Мирные собрания

### Зарождение традиции
Площадь стала традиционным местом мирных собраний в СССР. Эта традиция возникла 28 июня 1958 года, в день открытия памятника Маяковскому. Официальная церемония по этому поводу была стихийно продолжена чтением стихов, не запланированным организаторами торжества. С этого дня такие собрания происходили у памятника Маяковскому до 1961 года, когда они были разогнаны при «зачистке» города в связи с очередным съездом КПСС. Завсегдатаи сходок у памятника Маяковскому (это была в основном молодёжь, студенты) подвергались обыскам, исключению из институтов, а трое из них (Владимир Осипов, Эдуард Кузнецов и Илья Бокштейн) получили длительные лагерные сроки по ложному обвинению в создании подпольной организации.
С сентября 1960 года по субботам и воскресениям на площади проходили независимые чтения стихов, включая запрещённых и малопечатаемых в СССР авторов (см. СМОГ). Движение подавлялось властями, затем собирались спонтанно, с перерывами во время запрета, вновь появилось в Перестройку).
Была попытка возродить эту традицию в 1965 году, но она была жёстко пресечена властями.

### Хроника собраний
- 14 апреля 1965 года

Первая неофициальная демонстрация в Москве: по инициативе молодёжной литературной группы СМОГ около 200 человек собрались возле памятника Маяковскому, устроив совместное чтение стихов, и выдвинули требование творческой свободы.
- 17 июня 1968 года

Трое молодых англичан предприняли попытку распространить листовку, требующую свободы советским политзаключенным. Молодые люди были задержаны представителями органов госбезопасности и высланы за пределы СССР. Они были членами молодёжной организации Church, известной уличными демонстрациями против американской агрессии во Вьетнаме.
- 25 февраля 1969 года

В день похорон Яна Палаха две студентки Московского университета Ольга Иоффе и Ирина Каплун вышли на площадь Маяковского с плакатом, на котором были написаны два лозунга: «Вечная память Яну Палаху» и «Свободу Чехословакии». Задержаны «дружинниками» в штатском, но отпущены.
- 14 апреля 1969 года

В годовщину смерти Владимира Маяковского молодёжь собралась у памятника поэту. В группах вокруг памятника читали стихи Маяковского. Время от времени в эти группы протискивались милиционеры и лица в штатском, крича: «Разойдись! Чего собрались? Не положено! Читайте стихи дома!» Через некоторое время они начали просто молча хватать ребят, читавших стихи, и выволакивать их из толпы.
- 12 марта 1990 года

Демократический Союз организовал несанкционированный митинг, посвященный годовщине Февральской революции 1917-го. "Это было настоящее шоу. Собралось от 30 до 70 человек. Двое специально напрашивались на то, чтобы их арестовали. ОМОН выполнил их просьбу, они были задержаны и погружены в спецмашину".

### Стратегия-31
С июля 2009 года до момента начала реконструкции площади в рамках «Стратегии-31» каждое 31 число на Триумфальной площади проводились гражданские акции в защиту 31 статьи Конституции России (о свободе собраний).

## См. также

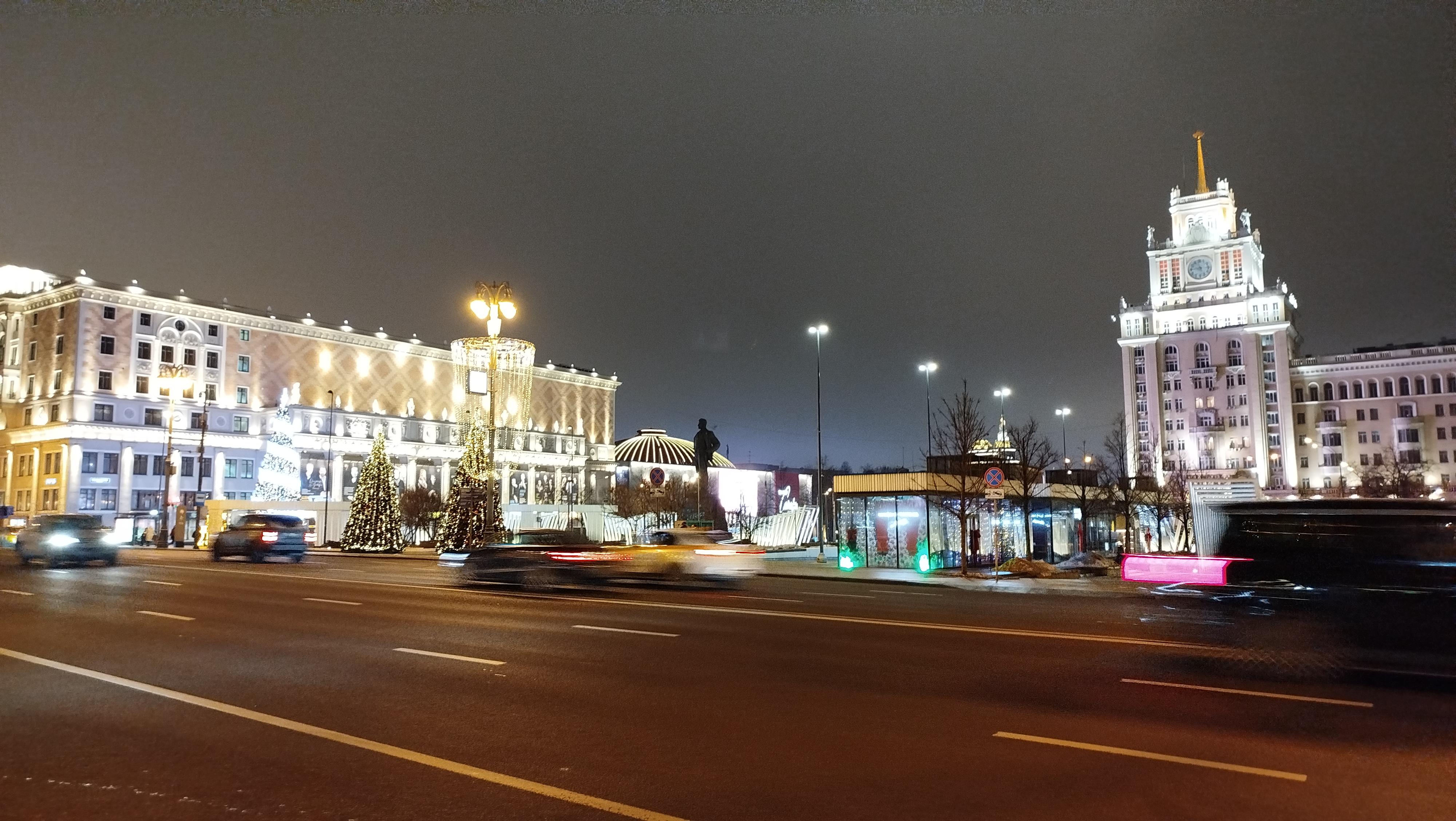
Ночной вид площади